# Grace Stark
Grace Stark, née le 6 mai 2001 est une athlète américaine, spécialiste du 100 mètres haies.

## Biographie
En 2022, elle décroche le titres NCAA en salle sur 60 m haies en 7 s 78 et en 2024 elle est sacré championne NCAA sur 100 m haies en 12 s 47, battant alors son meilleur temps personnel. Elle se qualifie pour les sélections olympiques américaines et termine troisième de la finale en 12  s 31, nouveau record personnel. Ce classement lui permet de partir pour les Jeux olympiques de Paris où elle atteint la finale, et termine cinquième en 12 s 43.
Le premier grand rendez-vous de 2025 sont les championnats du monde en salle à Nankin le 23 mars. Elle termine première de sa série sur 60 m haies en 7 s 73, nouveau record personnel. En demi-finale, elle améliore d'un centième ce temps, et obtient avec 7 s 72, le meilleur temps des qualifiées. Dans une finale serrée, elle échoue à 5 millièmes de la troisième place, et termine cinquième, devancée de deux millièmes par Pia Skrzyszowska pour la quatrième place. En Ligue de diamant, elle commence la saison du 100 m haies avec une deuxième place au meeting de Xiamen derrière la Jamaïcaine Danielle Williams. Elle remporte les trois courses suivantes, avec un nouveau record personnel au meeting de Paris en 12 s 21 le 20 juin. Aux championnats des États-Unis d'athlétisme elle termine deuxième en 12 s 31 derrière la championne olympique en titre Masai Russell. Cette place la qualifie pour les mondiaux de Tokyo. 

## Palmarès
| Date | Compétition                    | Lieu   | Résultat | Épreuve     | Temps   |
| ---- | ------------------------------ | ------ | -------- | ----------- | ------- |
| 2024 | Jeux olympiques                | Paris  | 5e       | 100 m haies | 12 s 43 |
| 2025 | Championnats du monde en salle | Nankin | 5e       | 60 m haies  | 7 s 74  |

## Records
| Épreuve     | Temps   | Lieu   | Date         |
| ----------- | ------- | ------ | ------------ |
| 60 m haies  | 7 s 72  | Nankin | 23 mars 2025 |
| 100 m haies | 12 s 21 | Paris  | 25 juin 2025 |